# Wessel van der Brugge
Wessel Adrianus van der Brugge (Delfshaven, 17 oktober 1873 – Atlantische Oceaan, 15 april 1912) was een van de drie Nederlanders aan boord van de RMS Titanic. Evenmin als de twee andere Nederlanders (jhr. J.H. Reuchlin en Hendrik Bolhuis) overleefde hij de scheepsramp die het einde betekende van de eerste vaart van het onzinkbaar geachte schip niet.
Van der Brugge was stoker aan boord van het schip. Hij had twee broers en één zuster. Deze laatste - Cornelia - was al een aantal jaren voorafgaand aan de ramp, op zoek naar haar broer. Via het ministerie van Buitenlandse Zaken was haar in eerste instantie gemeld dat Wessel in Zuid-Amerika zou zijn. Pas op 31 augustus 1912 werd haar duidelijk dat haar broer was overleden tijdens het zinken van de Titanic. Zijn lichaam werd - als het al geborgen werd - nooit geïdentificeerd.